# Lina włókienna
Lina włókienna – lina wykonana z włókien naturalnych (roślinnych) lub syntetycznych (sztucznych) skręcanych lub plecionych.
Najczęściej stosowane liny z włókien roślinnych to:
- liny manilowe – bardzo mocne i elastyczne, stosunkowo odporne na wilgoć i wodę morska, toną w wodzie; mają kolor naturalny jasnożółty lśniący; stosowane są na hole, cumy, liny kotwiczne itp.
- liny sizalowe – mocne i elastyczne, są mniej odporne na wilgoć niż liny manilowe, pod wpływem wilgoci i wody pęcznieją i twardnieją; mają kolor naturalny biały bez połysku; zastosowanie podobne jak liny manlinowe
- liny konopne – słabsze od lin sizalowych i manlinowych, wchłaniają dużo wilgoci, pod wpływem której pęcznieją i sztywnieją, szybko toną w wodzie; maja kolor naturalny szary; stosowane są na likliny lub liny do prac remontowych
- liny bawełniane – słabe, bardzo elastyczne, gładkie, wchłaniają dużo wilgoci, pod wpływem której pęcznieją, toną; maja kolor biały, matowy; stosowane są jako liny plecione do olinowania ruchomego

Liny z włókien syntetycznych (nylonu, stylonu, dakronu, tergalu, polipropylenu, kevlaru) są bardziej elastyczne i wytrzymałe na zrywanie od lin z włókien naturalnych. Są także bardziej odporne na wilgoć i wodę morską. Mogą być stosowane na jachcie do wszystkich celów. Należy je chronić przed działaniem wysokiej temperatury.